# Історія Чорногорії
У давнину територія Чорногорії була заселена іллірійцями. Від I століття до н. е. — під владою Стародавнього Риму. В VII столітті тут розселилися слов'яни, а в XI—XII століттях існувала Дуклянська держава. При сербському жупані Стефану Немані (бл. 1170—1196) територія Дуклі була приєднана до держави Неманичів, проте з її розпадом.знову утворилося самостійне князівство, відоме під назвою Зета (1366). Наприкінці XIV — першій половині XV століття приморські міста відійшли до Венеції. 1439 року на територію Чорногорії вторглися турки. 1499 року територію Чорногорії офіційно приєднано до Османської імперії. У XVII столітті Цетинські митрополити перетворилися на політичних правителів Чорногорії. Після перемоги в битві при Крусах (1796) Чорногорія фактично здобула незалежність.
1852 року Чорногорію проголошено спадковим князівством династії Негошів. На Берлінському конгресі (1878) визнано незалежність Чорногорії. У 1910 році країну проголошено королівством. У Першій світовій війні виступала на боці Антанти, 1916 року була окупована австро-угорською армією. В листопаді 1918 року сформована під сербським тиском Велика народна скупщина оголосила про позбавлення влади династії Негошів і об'єднання Чорногорії з Сербією. Різдвяне повстання прихильників самостійності було придушене. Від 1 грудня 1918 року — у складі Королівства сербів, хорватів і словенців (з 1929 — Югославії). Під час Другої світової війни була окупована італійцями. З 1945 року — федеративна республіка. З 2006 року — незалежна держава.
Територія Чорногорії до XI століття носила назву Діоклея (Дукля), надалі — Зета. У XVI столітті остаточно затвердилася назва Чорногорія. Столиця Чорногорії до 1918 року — Цетинє, від 1945 року — Подгориця.

## Додержавний період
Знаряддя мікромустьєрської культури, знайдені біля Подгориці в скельному навісі Біоче в шарах, що перекривають горизонт вулканічного попелу, підтвердили гіпотезу про те, що кампанське вулканічне супервиверження, що відбулося 39 тис. років тому в районі Флегрейських полів на Апеннінах і тривало сотні років, не знищило повністю популяцію неандертальців.
Найдавнішими жителями Чорногорії в античну епоху були іллірійці, яких пов'язують з гласинацькою археологічною культурою. Пізніше грецькі колоністи заснували міста на морському узбережжі, і вся територія була поступово включена до складу Римської (пізніше Візантійської) імперії[джерело?].
Територію Чорногорії населяли іллірійські племена: ардіеї, піруети, плереї, енхелеї і частково аутаріати. Міст в іллірійців довгий час не було, племінні збори вони проводили біля святилищ. Племена мали власних богів, зокрема ардіеї вшановували Медавра, а енхелеї — вугрів.

## Поява міст. Іллірійська держава
Найдавнішим містом Чорногорії вважають Будву, засновником якої за легендою був фінікійський царевич Кадм. Кадм допоміг енхелеям здолати сусідні іллірійські племена, і за це вони зробили його своїм царем. А потім разом із дружиною Гармонією перетворилися на змій.
Давні греки заснували на теренах Чорногорії колонії Колхеніон (сучасний Улцинь), Грісполіс (Бігова) та Росе.
Згодом виникають і власне іллірійські міста — Різон (Рисан), Аскрувій (Котор), Метеон, Скодра (Шкодер).
Різонський цар Агрон (250 -231 рр до н. е.) підпорядкував своїй владі усе адріатичного узбережжя від грецької колонії Епідамн (Дурреса) до острова Ісса (Віс). За правління сина Агрона — Пінна, від імені якого державою керувала мачуха Тевта, розпочалася війна іллірійців з Римом. За переказами, після укладання миру Тевта кинулася (або була скинута) з різонського муру на гострі камені.
Пінна уснув від влади полководець Тевти Деметрій Фарський, який, однак, теж зазнав поразки від римлян і втік до Македонії, а на трон повернувся Пінн. Останнім самостійним іллірійським володарем був Гент, якого римляни теж усунули від влади та у 168 р. до н. е. приєднали його землі до своїх володінь, утворивши провінцію Іллірія.

## Римська доба
У 284 році римським імператором став вихідець із місцевого племені доклетів Гай Валерій Діоклетіан. Землі сучасної Чорногорії він виділив у окрему провінцію — Превалітану, а її столицею зробив центр рідного племені — Діоклею. Місто перебудували за римським зразком, тут з'явилися храми Роми та Діани, будівлі суду, міської ради, тріумфальна арка на честь імператорських перемог.
У 486 році Діоклею розграбовували і спалили готи. Загарбники отаборилися в Андербі (сучасному Никшичі), яку перейменували на честь ватажка Анагаста. В 518 році Анагаст і залишки Діоклеї були зруйновані потужним землетрусом.
Під владу імперії Превалітану повернув Юстиніан І. Але візантійська влада обмежувалася узбережжям — Декатерою (Котором), Антіпаргалом (Баром) і Будвою, однак навіть будванську бухту за тих часів називали Аварською затокою.
Зрештою, імператор Іраклій I дозволив селитися в Іллірії слов'янам. Слов'яни, що оселилися в Превалітані з часом отримали назву дуклян — на честь Діоклеї (яку вони називали Дуклею).

## Середньовіччя

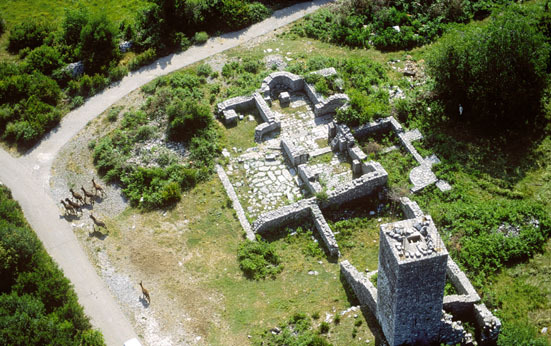
Залишки монастиря XI століття

Про історію слов'янських племен на території Чорногорії повідомляє в середині X століття візантійський імператор Костянтин Багрянородний. Згідно з його описом, між Драчем і Котором розташовувалася область Дукля, а на північ від неї — Травунія. Згадує він і про три міста, які перебували у внутрішніх областях Дуклі. Населення приморських міст було переважно романським. Християнство в серед дуклян остаточно утвердилося в другій половині IX століття. За свідченням Костянтина Багрянородного, слов'янські племена в цій частині Балкан, включно з дуклянами, «стали самостійними і незалежними» (від Візантії).
Ватажки, або ж жупани дуклян перебували під сюзеренітетом Візантії аж до другої половини X століття, коли вони визнали владу власного князя, який залишався васалом Візантії до 1040-х років[джерело?].
Під час правління в Дуклі князя Володимира в X столітті Дуклю підкорив болгарський цар Самуїл. Володимир був поведений в полон, і після одруження з царською донькою, повернув собі владу в Дуклі на правах васала Самуїла.

### Дуклянська держава

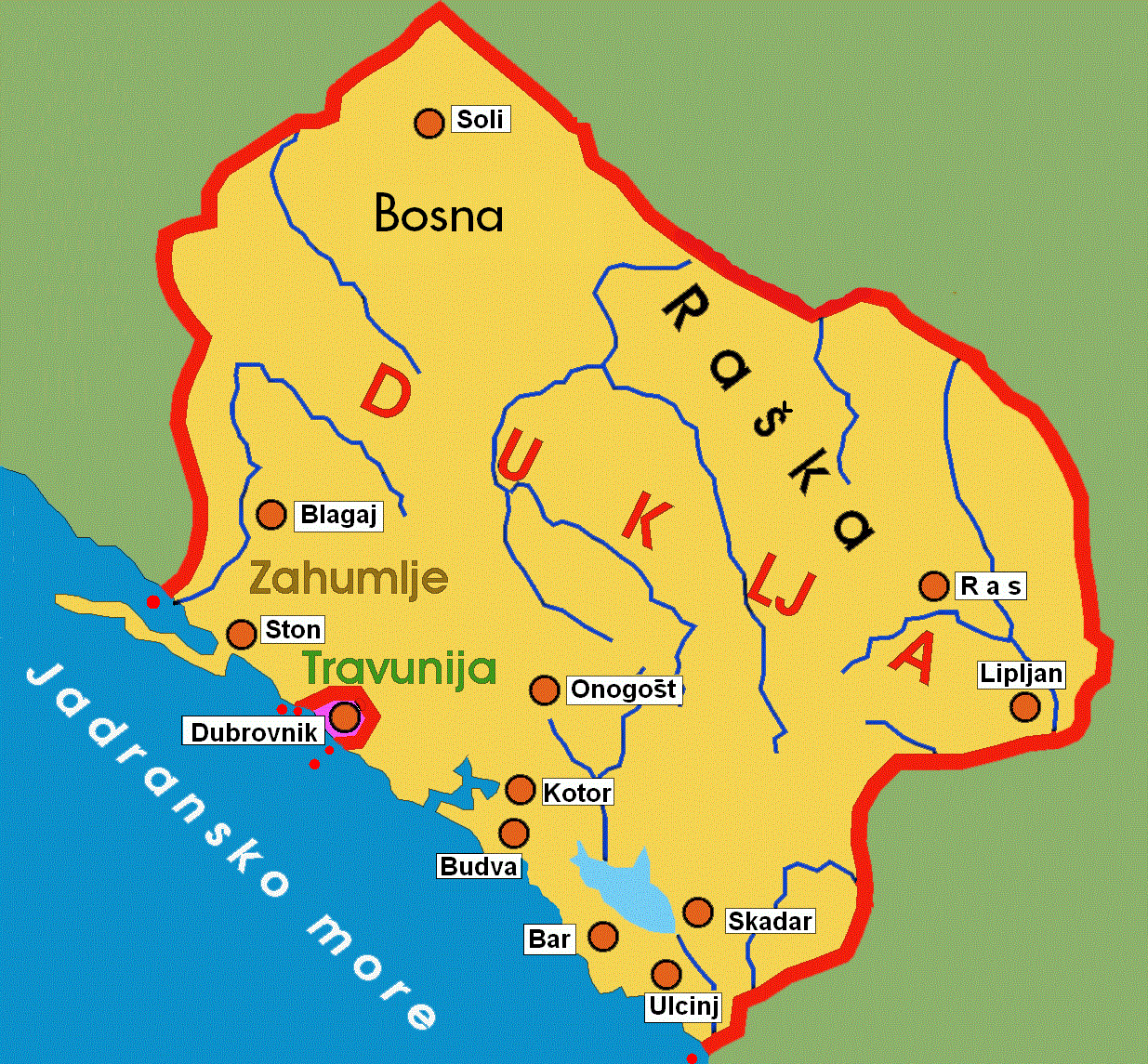
Дуклянська держава

1035 року в Дуклі відбулося антивізантійське повстання на чолі з Воїславом, яке закінчилося його поразкою. Воїслава забрали в Константинополь, але після втечі йому вдалося взяти владу в Дуклі, Травунії і Захумлі в свої руки. У 1040—1041 роках в західній частині Балканського півострова відбулося повстання. 1042 року візантійське військо розграбувало Дуклю. У відповідь війська Воїслава завдали візантійцям важкої поразки. Після цього Воїслав створив незалежну Дуклянську державу. Після Воїслава влада перейшла його синові Михайлу (бл. 1050 — бл. 1082), який включив у свою державу Рашку. 1077 року папа Григорій VII на прохання Михайла надав йому титул короля.
Згідно з Літописом попа Дуклянина Дуклянська держава поділялася на області на чолі з жупанами (comes). На саборах за участі чиновників і знаті вирішувалися важливі державні питання. Костянтин Бодін (1082 — бл. 1101) поставив при владі в Рашці жупанів Вукана і Марка. При Костянтині Бодіні Дуклянська держава охоплювала і сусідні землі, включно з Рашкою, Боснією і Захумлєм. Барську єпископію було перетворено на митрополію. На початку XII століття загострилася міжусобна боротьба. Після смерті Бодіна або раніше держава розпалася. Наступні правителі Дуклі перебували в залежності від Візантії або Рашки.
Від XI століття як назва держави все частіше вживалося слово Зета (імовірно, від давньослов'янського слова жнець або ж від назви однойменної річки).[джерело?]

### В державі Неманичів

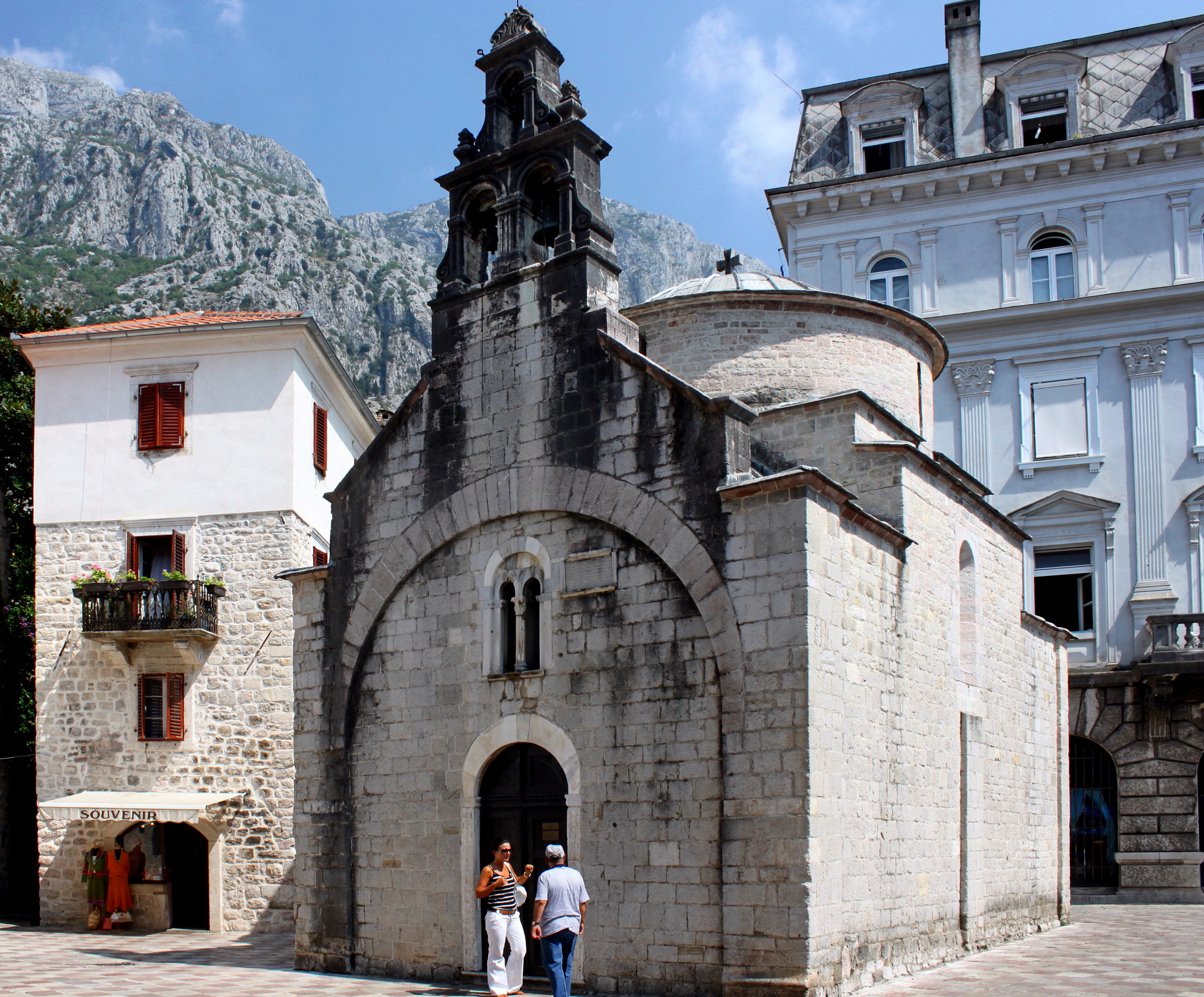
Церква св. Луки в Которі, XII століття

Після закінчення династії Воїславичів[джерело?] Зета була остаточно приєднана до Рашки під час правління великого жупана Стефана Немані (бл. 1168—1196), який вигнав зетського князя Михайла. Разом з Травунією Зету було передано в управління спадкоємцю престолу Вукану. 1186 року Стефан Неманя завоював Котор і приєднав його до своєї держави.
На морському узбережжі в XIII—XIV століттях найбільшим містом був Котор, який підтримував активні торговельні зв'язки з континентальними районами Сербії. Населення Будви, Бара, Ульциня займалось переважно мореплавством, а також суднобудівництвом. Ці міста мали самоврядування та власні статути. Їх населення поділялося на міську знать — властелів і звичайних городян — пучан. Поступово роль Народної Скупщини в міському управлінні впала, і влада перейшла до рук патриціату, що увійшов до складу Великого віча.
Навесні 1332 року частина зетської шляхти взяла участь у заколоті на боці молодого Стефана Душана.

### Зетське князівство

Верхня і Нижня Зета в XV столітті

Під час розпаду сербо-грецького царства володарі Зети — Балшичі з 1366 року більше не визнавали владу Сербії Уроша[22][22][22][./Історія_Чорногорії#cite_note-FOOTNOTEИстория_Югославии1963107-22 [22]]. В 1385 Балша II загинув у битві з турками, його зетські володіння дісталися Джураджу II Стратимировичу. Вук Бранкович взяв участь в сербсько-боснійської коаліції проти турків, яка зазнала поразки в Косовській битві 15 червня 1389 року. До кінця XIV століття більшість володарів внутрішніх районів Зети перетворилися на турецьких васалів. 1396 року Джурадж II Стратимирович віддав Венеції порт Свєті Срдж на Бояні, міста Скадар і Дриваст.
Після смерті Балші III 1421 року Зета була захоплена сербським деспотом Стефаном Лазаревичем. Він продовжив війну з венеційцями, але незабаром уклав мир і передав Венеції приморську громаду Паштровичі і міста Котор, Ульцинь, Скадар і Леш.
В 1439 Зета стала протекторатом Венеції під владою місцевого феодального роду Чорноєвичів і отримала нинішню назву Чорногорія (чорн. Црна Гора, або італ. Montenegro — Чорні Гори). Іван I Черноєвич переніс столицю до міста Цетинє[джерело?].
Внутрішні райони Зети поступово переходили під владу турків. 1455 року гірська частина Зети на захід від річки Морачі, яка в цей період уже згадується під назвою Чорногорія, підкорилася Венеції. Спираючись на матеріальну допомогу Венеції правитель Верхньої Зети Стефан Черноєвич чинив туркам опір. Син Стефана — Іван Черноєвич (1465—1490) спробував зайняти венеційське Примор'я, але незабаром пішов на примирення з Венецією. Після зайняття турками рівнинної частини Чорногорії Іван Черноєвич втік до Італії. Скориставшись початком у Туреччині боротьби за владу після смерті султана Мехмеда II, Іван Черноєвич повернувся на батьківщину і визнав себе васалом Туреччини. У важкодоступній місцевості Іван заснував Цетинський монастир, який став для нього резиденцією. Після його смерті почалася боротьба між його синами. А 1496 року самостійність Чорногорії ліквідували турки. Багато місцевих феодалів утекли або були винищені. Тоді ж у гірських районах Зети виник шар нових феодалів, які об'єднувалися в «братства».

## Турецьке панування
До 1499 турки завоювали володіння Црноєвичів і підпорядкували всю територію Чорногорії, за винятком деяких міст Которської бухти, що залишилися під керуванням венеційців[джерело?].

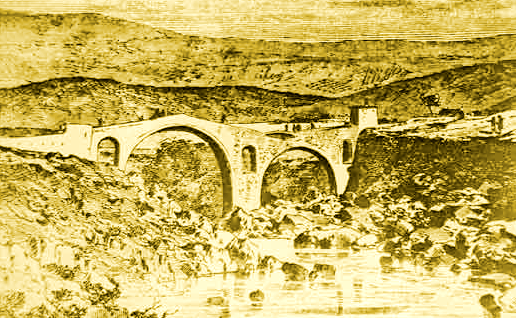
Візієвий міст через Морачу, побудований в XVI столітті

Внаслідок турецького завоювання майже всі югослов'янські землі охопило посилене переміщення і міграція населення. За рахунок тих, хто втік від турків, зросла кількість жителів Чорногорії, Брди і Герцеговини[26][26][26]. Сільське населення після турецького завоювання чорногорських земель значною мірою складалося зі скотарів-влахів. Крім Чорногорії скотарі переважали також у розташованих поруч гірських районах сусідньої Герцеговини і Сербії. Згодом влахи зливалися з іншою райєю[28][28][28].
1499 року Чорногорія увійшла до складу Скадарського санждаку. 1513 року тут утворено самостійний санджак під керуванням сина Івана Черноєвича — Скендербега, який перейшов у іслам. Замість харачу та інших податків у Чорногорії введено філурію з будинку, яка зазвичай поширювалася на влахів. Після смерті Скендербега 1523 року Чорногорія втратила самостійність. Тут не було володінь турецьких феодалів — вона вважалася султанським хасом. Згодом низовинні райони країни — навколо Жабляка, Подгориці та інші опинилися під турецькими феодалами. У гірських районах турецька влада залишалася слабкою. Ймовірно, з кінця XVI століття філурію замінено загальною даниною (харачем). Скотарські громади в гірських районах Чорногорії, Брди і Герцеговини користувалися широкими правами. Турецьких феодалів і чиновників там не було, і влада перебувала в руках кнезів, воєвод і сердарів, які очолювали кнежини — територіальні об'єднання, що входили в свою чергу до складу нохій. Територіальні громади ділилися на братства, а ті в свою чергу на сім'ї. Члени великої патріархальної сім'ї — задруги — вели колективне господарство. В Чорногорії розповсюдилася кровна помста. Крайня нестача придатної для господарської діяльності землі та інші причини призводили до збройних зіткнень між громадами. Кнез, воєводи і сердар поступово відокремлювалися від інших селян і часто ставали фактично дрібними феодалами.
Від кінця XVI століття деякі племінні старійшини, кнези і воєводи в Чорногорії встановлювали політичні відносини з закордоном. У 1597—1598 роках в різних областях Чорногорії відбувалися антитурецькі повстання, розраховані на допомогу з боку папства, можновладних домів Італії, а також з боку Іспанії. У Герцеговині тоді сталося найбільше повстання, яким керував никшицький воєвода Грдан. 1604 року в битві біля Лешкополля чорногорцям вдалося розбити сили Скадарського сандажбега.

### Визвольна боротьба в XVII—XVIII століттях
Під час турецького панування Чорногорія займала невелику частину сучасної території. У порівнянні з іншими югослов'янськими землями в суспільно-економічних відношенні Чорногорія була відсталою областю. Оброблюваної землі в горах було мало, чорногорці займалися переважно скотарством, і зазвичай страждали від голоду. Вони вели торгівлю з розташованими поруч містами — Підгорицею, Никшичем, Спужем, Скадаром, але перш за все з Котором, через який чорногорці збували на ринок худобу і продукти скотарства, і купували хліб, сіль, порох. На основі кнежин згодом утворилися племена (територіально-адміністративні одиниці), які складалися з декількох братств. Племена спільно вели військові дії. Всі дорослі члени племені збиралися на загальні збори — збор, на якому вирішувалися найважливіші питання життя чорногорців. Але фактично влада перебувала в руках старійшин — воєвод і кнезів, які фактично отримували свої посади у спадок. Посередниками в зв'язках чорногорців з турецькою владою виступала спагія або головний кнез всієї Чорногорії, влада яких була невелика. Племена постійно ворогували між собою. Політика ісламізації призвела до появи в Чорногорії потурченців. Єдиним фактором, що об'єднував усіх чорногорців, була православна церква на чолі з митрополитом (владикою). Митрополити перебували в Цетинському монастирі, розташованому в неприступній місцевості Катунської нахії. Монастир мав феодально-залежних селян. У XVII столітті турецька влада і феодали посилили тиск на чорногорців, прагнучи зобов'язати їх регулярно платити харач, ввести нові податки і позбавити чорногорців прав і привілеїв. У відповідь чорногорці на чолі з митрополитами та окремими воєводами і кнезами чинили активний опір. У XVII столітті з метою домогтися покори населення Чорногорії султани систематично направляли сюди каральні експедиції.
Близькість Чорногорії до венеційських володінь на Адріатиці в XVII столітті сприяла встановленню політичних зв'язків з Венеційською республікою. Чорногорці вчинили антитурецький виступ у період Кандійської війни між Туреччиною і Венецією. 1648 року збор Чорногорії ухвалив прийняти Чорногорію під протекторат Венеції на певних умовах. Але через військові невдачі венеційців цей акт не був втіленим. Під час війни «Священної ліги» венеційці розраховували вести військові дії з турками руками місцевого населення. Щоб попередити повстання чорногорців, до якого їх схиляла Венеція, скадарський паша виступив проти чорногорців і розгромив їх у битві біля Вртельскої (1685). 1688 року чорногорці продовжили антитурецьку боротьбу. Після вдалої для чорногорців битви біля села Круси чорногорський збор на чолі з митрополитом Віссаріоном ухвалив перейти під владу Венеції і просити венеційців про військову допомогу. 1691 року Венеція прислала в Цетинє військовий загін, який через малу чисельність не зміг захистити чорногорців від нападів турків. Після розгрому турками Цетинського монастиря 1692 року визвольна боротьба чорногорців стала слабшати.

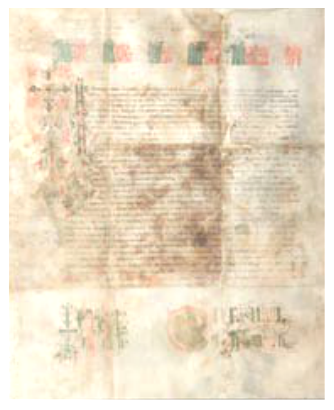
Грамота царя Петра I чорногорцям (1711)

У XVIII столітті визвольний рух чорногорців мав на меті створення власної державності. Значну роль у цьому русі зіграв період митрополита Данила Шчепчевича (1697—1735), який походив з племені Негушів. Важливою умовою успішної боротьби з турками було прагнення Данила послабити міжплемінну ворожнечу. 1713 року митрополит заснував загальночорногорський «суд владики Данила», до складу якого увійшли 12 племінних старійшин. Данило вирішив вигнати і винищити потурченців у Чорногорії. У першій половині XVIII століття встановлено політичні відносини з Російською імперією. Після Полтавської битви (1709) московський цар Петро I в новій війні з турками розраховував на допомогу волохів, молдаван, чорногорців і сербів, . У грамоті 1711 року московський уряд закликав народи Османської імперії до повстання та пообіцяв військову допомогу Московської держави. Після цього влітку 1711 року чорногорці почали виступи проти турків. Разом з герцеговинцями і брдчанами вони спробували захопити міста Подгорицю, Никшич, Спуж і Ґацько. 1712 року турки, під час військової експедиції в Чорногорію, були розгромлені в битві біля Царевого Лазу. 1714 року турки розорили і спалили більшість сіл в Катунській нахії, а також у племен Негушів і Озриничів. 1715 року Данило виїхав до Московської держави, де отримав велику грошову суму, а також церковне начиння і книги. Петро I встановив для Цетинського монастиря постійну грошову субсидію. Під час венеційсько-турецької війни 1714—1718 років чорногорський збор знову ухвалив надати допомогу Венеції. 1717 року чорногорці значно допомогли венеційцям, які воювали в Далмації. Від цього часу, за пропозицією венеційців, чорногорці обрали гувернадура для управління світськими справами. Гувернадур і племінні старійшини стали отримувати від Венеції грошову плату.
Митрополит Василь (1750—1766) у зовнішній політиці цілком орієнтувався на підтримку Російської імперії, всередині країни намагався послабити вплив Венеції. Василь тричі бував у Російський імперії, домагаючись для чорногорців грошової допомоги. Прагнучи привернути до своєї країни увагу Російської імперії, Василь опублікував в Російський імперії «Історію Чорної Гори» (1754). Владика Стефан Малий (1767—1773), який видавав себе за російського царя Петра III, прагнув до порядку в Чорногорії і припинення міжплемінних чвар. Вбивство Стефана Малого позбавило змоги закінчити розпочаті ним перетворення. Після того, як 1777 року чорногорці приїхали в Російську імперію та не отримали грошової підтримки, гувернадур Йован Радоніч спробував зблизитися з Австрією. Новий митрополит Петро I Петрович Негош (1784—1830) 1785 року прибув до Санкт-Петербурга, але російська влада запідозрила його у зв'язках з Австрією і вислала зі столиці. Наприкінці XVIII століття Чорногорія потерпала від нападів скадарського візира Махмуда-паші Бушатлі, який спалив Цетинський монастир. Під час російсько-турецької війни, що почалася 1787 року, чорногорці чинили опір туркам в районі Подгориці і Спужа.

## Чорногорська державність у Новий час
22 вересня 1796 року у битві біля села Крус чорногорці перемогли військо Махмуда-паші, голову візира була доставлено в Цетинє. Після цієї битви Чорногорія фактично перетворилася на самостійну державу .
1798 року імператор Павло I встановив для Чорногорії щорічну субсидію на «загальнонародні потреби і заснування корисних закладів» в одну тисячу цехінів. 18 жовтня 1798 року племінні старійшини прийняли перший загальночорногорський законник Чорногорії і Брди. Цей кодекс передбачав щорічний податок у розмірі 60 динарів з кожного будинку, смертну кару за кровну помсту. Того ж року засновано вищий державний орган Чорногорії — «Уряд суду чорногорського і брдського». Прагнучи заволодіти Бокою Которською, владика Петро I скористався падінням Венеційської республіки і 1797 року направив війська в Жупу і Будву. Але Австрія завадила реалізації плану Петра.

### Перша половина XIX століття
Після битви при Крусах до Чорногорії приєдналися брдські племена білопавличів і піперів. На початку XIX століття Чорногорію населяло 60 тисяч жителів, її територія становила приблизно 1200 км2. Країна налічувала 116 сіл. Будинки чорногорців були невеликими, побудованими з необтесаних каменів, з солом'яною стріхою. До 1878 року в Чорногорії не було міст. Столиця Цетинє в 1830-х роках складалася з монастиря і декількох десятків будинків. Населення було зайняте переважно напівкочовим скотарством — розведенням переважно овець і кіз. Землеробство було розвинене в Білопавличах, Рієкській і Црмніцькій нахіях. Селяни сіяли картоплю і кукурудзу, а також овес, ячмінь, пшеницю, жито. Хліб привозили з-за кордону. У Црмниці займалися також виноробством, а в Рієкській нахії — рибальством на Скадарському озері. Велике землеволодіння було зосереджене в руках Цетинської митрополії. Значна частина землі належала громадським і племінним вождям. Крім сільського господарства старійшини отримували прибуток від торгівлі і лихварства. У чорногорців ще існували задруги, кровна помста і кровно-родинні зв'язки всередині братств. Адміністративно-територіально країна складалася з нахій, які ділилися на племена (об'єднання братств). Оброблювана земля і частина пасовищ були власністю сімей. Більша ж частина пасовищ, водойм і лісів перебувала в колективному володінні сіл, братств і племен.
У Чорногорії в першій половині XIX століття переважало натуральне господарство. Чорногорці рідко займалися ремеслами. Постійна торгівля велася в Рієці Црноєвіча. У Слівле і Вірпазар періодично проходили базари. При відсутності чорногорської монети в ходу були турецькі та австрійські гроші. Шляхи сполучення були відсутні. Між Цетинє і Рієкою Црноєвіча гужова дорога була прокладена в 1839—1840 роках. В цей час пожвавилися торговельні відносини з містами Османської імперії: Підгорицею, Никшичем, Скадаром.
Коли 1803 року владика пішов на зближення з Францією, Російська імперія направила в Чорногорію посланника М. Івеліча, який мав вимагати від Петра I з'явитися на суд російського синоду. 1804 року уряд Чорногорії направив російському царю відповідь, в якій повідомив, що митрополит не підвладний російському синоду. Надалі чорногорці спільно з росіянами чинили опір французьким військам біля Цавтата і Дубровника. За Тільзитським миром (1807) Бока Которська була передана французам, і чорногорські війська покинули її. У листі російському царю від 1806 Петро I висунув ідею створення Слов'яно-сербського царства зі столицею в Дубровнику. Під час російсько-турецької війни 1806—1812 років чорногорці виступили проти турків. 1813 року Петро I за підтримки англійців зайняв Боку Которську. 29 жовтня того ж року скупщина в Доброті постановила про об'єднання Боки Которської з Чорногорією. Але Віденський конгрес (1815) передав Боку Которську Австрії. 1815 року в Чорногорії почався голод, група чорногорців емігрувала до Російської імперії. У 1820-ті роки багато чорногорців переїхало до Сербії. Після того, як 1820 року чорногорці спільно з герцеговинцями чинили опір військам боснійського візира, племена Ровци і Морача приєдналися до Чорногорії.
Наступником Петра I був владика Петро ІІ Петрович-Негош (1830—1851). 17 листопада 1830 року скупщина позбавила Вуко Радонича звання гувернадура, потім його вигнано з Чорногорії. 1831 року на батьківщину прибули Матей Вучичевич і Іван Вукотич, які привезли гроші з Російської імперії та взяли участь у ліквідації посади гувернадура. 1831 року замість Уряду суду засновано Урядовий сенат. Тоді ж створено гвардію, наділену поліційними повноваженнями і функцією охорони державного кордону. Петру II вдалося придушити сепаратизм, що розгорівся в Црмницькій нахії і серед племен Піперів, Кучі. Внаслідок перетворень, проведених у першій половині XIX століття, чорногорські митрополити перетворились на самодержавних правителів. Після того, як у 1831 і 1832 роках чорногорці спробували зайняти Подгорицю, турецькі війська напали на країну, але в битві біля Мартиничів 22 квітня 1832 року були розбиті.
1833 року в Цетинє засновано першу в Чорногорії початкову школу, а 1834 року — друкарню. 1833 року Петро II приїхав до Санкт-Петербурга, де отримав сан архієрея. Російська імперія продовжувала виплачувати Чорногорії щорічну субсидію, розмір якої після другої поїздки Петра II в Російську імперію в 1837 році збільшено в дев'ять разів.

### Друга половина XIX століття

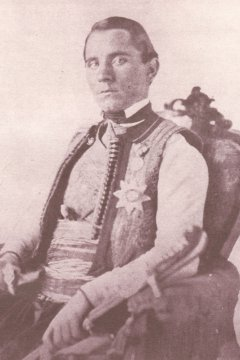
Князь Данило: перший світський правитель Чорногорії

У 1850-ті роки турецький уряд вважав Чорногорію частиною Османської імперії. 1851 року наступник Нєгоша Данило придушив сепаратистську діяльність в Црмниці і в племені піперів. 1852 року Данило проголосив себе князем. Таким чином Чорногорія стала світським князівством. Держава почала надавати підтримку герцеговинцям у визвольній боротьбі проти турків. Туреччина вороже сприйняла проголошення в Чорногорії нової форми правління. У грудні 1852 року турецька армія вторглася в глиб Чорногорії. Дипломатичне втручання Австрії і Російської імперії призвело до закінчення війни. 1855 року прийнято новий звід законів — «Обштій земальскій законік», яким установлено рівність громадян перед законом. 1 травня 1858 року, між чорногорцями та турками відбулася Грахівська битва. Після того, як до берегів Адріатики спрямували російські та французькі кораблі, Туреччина уклала мир, поступившись Чорногорії Граховим і деякими іншими територіями. Після цієї битви, за участі Франції та Російської імперії в квітні 1859 року, між Чорногорією і Туреччиною встановлено кордон. До Чорногорії відійшли деякі албанські і герцеговинські землі, зокрема Никшицька жупа. 1861 року в країні спалахнув сильний голод. Через відсутність виходу до моря і економічну відсталість посилювалася економічна залежність від ринку Австрії.
1862 року Чорногорія підтримала герцеговинське повстання, через що турки вторглися в Чорногорію. Від повної поразки Чорногорію врятувало дипломатичне втручання Франції та Російської імперії. За підсумками мирної угоди було зрито укріплення, а османські війська розміщено на території Чорногорії (виведені до кінця 1866 року під тиском Російської імперії). Після вбивства Данила новим князем став Нікола (1860—1918), який вважав, що його династія повинна виконати місію об'єднання чорногорських і сербських земель. У новій війні з турками 1862 року Чорногорія зазнала поразки. За сербо-чорногорською угодою від 23 вересня 1866 князь Нікола в ім'я об'єднання висловлював навіть згоду зректися влади на користь династії Обреновичів. Але після вбивства сербського князя Михайла 1868 року союз між державами розпався, і Нікола знову став претендувати на провідну роль у справі об'єднання земель південних слов'ян. 1871 року для боротьби за визволення і об'єднання слов'ян у Цетинє створено «Дружину», члени якої почали підготовку повстання в землях, які все ще знаходилися під османським контролем, включно з Герцеговиною та Боснією.

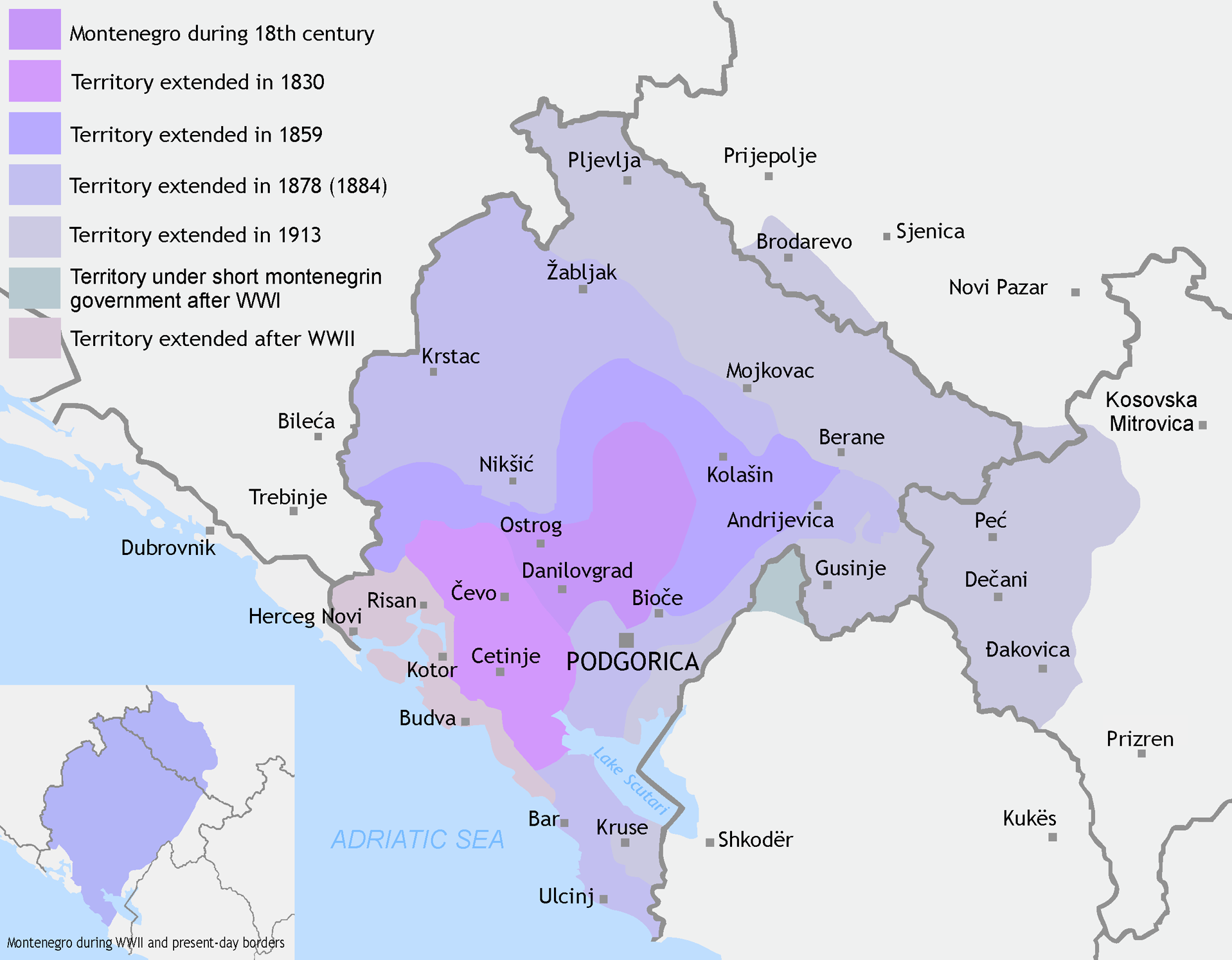
Зміна території Чорногорії (1830—1944)

Під час Герцеговинсько-боснійського повстання (1875—1878) Чорногорія надавала підтримку герцеговинським повстанцям. У червні 1876 року Чорногорія разом з Сербією оголосила війну Туреччині. 16 липня в Герцеговині в битві на Вучому Долі чорногорсько-герцеговинські сили здобули перемогу над турецькими військами. 2 серпня на албанському фронті 5-тисячні сили чорногорців в битві на Фундіні розбили 40-тисячне турецьке військо. Сан-Стефанський мир (1878) проголосив незалежність Чорногорії. За рішенням Берлінського конгресу (1878) територія Чорногорії збільшувалася з 4405 км² до 7 тисяч км². Чорногорія отримала міста Подгорицю, Колашин, Никшич, Жабляк, Ульцинь і Бар з морським узбережжям довжиною 70 км.
Чорногорці селилися в містах Колашині і Никшичі, звідки виселялося турецьке населення. Наприкінці 1870-х років почалися перші стихійні виступи робітників. У 1879 році Сенат замінено Державною радою і Верховним судом. Територію країни розділено на десять нахій, поділених на капітанії. 1880 року створено таємне опозиційне політичне товариство, яке прагнуло змінити уряд і прийняти конституцію. З боку влади почалося переслідування опозиціонерів, багато з яких були змушені емігрувати.
Данило Петрович-Негош встановив спадкову церковну і політичну владу династії Петровичів (Негошів), яка переходила від дядька до племінника. При ньому було прийнято перший письмовий закон Чорногорії — Стегу[джерело?].
1888 році Нікола I видав звід законів, розроблений на основі австро-угорського[джерело?].

### Початок XX століття

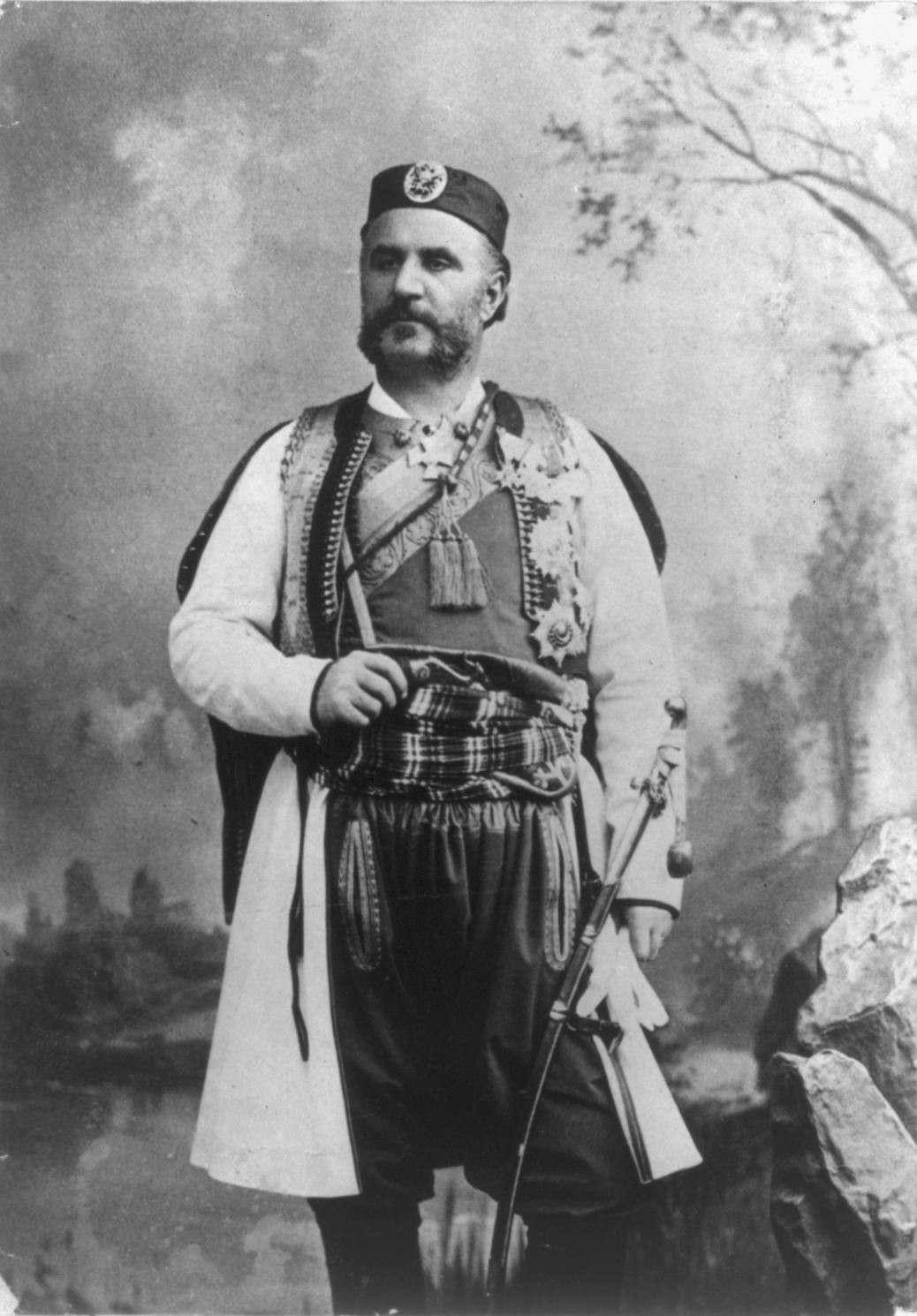
Князь Нікола (1909)

Під впливом Росії проведено низку реформ, завдяки яким створено сучасну державу. 1901 року був видано закон про державний бюджет. 1902 року Нікола I Петрович урочисто оголосив про початок державних реформ. Після цього було введено новий адміністративно-територіальний поділ Чорногорії, що замінив племінний поділ: країну розділено на області і округи. 1905 року введено конституцію, скопійовану з конституції Сербії 1869 року. Вся повнота влади як і раніше залишалася в руках князя, який призначав уряд. Скупщина була дорадчим органом влади. Столиця Цетинє на початку XX століття перетворилася на місто. Промислові підприємства в більшості своїй були невеликими. 1906 року в Подгориці італійська компанія побудувала тютюнову фабрику. 1906 року почалося карбування чорногорської монети — перпера, який був прирівняний до австрійської крони. У 1901—1912 роках з'явилося п'ять банків. Найбільші фінансові операції здійснював Чорногорський банк і Народний банк Чорногорського князівства. 1909 року відкрито вузькоколійну залізницю Бар-Вірпазар. Чорногорія стала залежною від капіталу Італії та Австро-Угорщини. Значний дохід бюджету країни становила щорічна субсидія, виплачувана російським урядом.
Після виборів до скупщини в жовтні 1907 року Сербія розірвала дипломатичні відносини з Чорногорією. Під час боснійської кризи відносини між двома державами були відновлені. На початку XX століття Чорногорія була невеликою аграрною державою, в якій на 1909 рік проживали близько 222 тисяч чоловік, з яких тільки 15,57 % — в містах. Сільське господарство було примітивним, частими були неврожаї і голод. Наприклад, на початку XX століття голодними були 1900, 1903, 1904, 1911 і 1913 роки. 1909 року розкрито змову, учасники якої мали на меті повалення князя Ніколи. Того ж року під керівництвом російського інженера Болотова проведено осушення боліт поблизу Скадарського озера. Незабаром розкрито ще один змову, учасники якої планували повалити Ніколу і звести на престол його старшого сина Данила, звільнивши політичних в'язнів.

#### Королівство Чорногорія
28 серпня 1910 Нікола проголосив Чорногорію королівством. У передвоєнні роки Нікола маневрував між Російською імперією і Австро-Угорщиною, вимагаючи у них субсидії. Після поїздки Ніколи в Російську імперію в 1910 році, російський уряд в два рази збільшив щорічну субсидію Чорногорії.
9 жовтня 1912 року Чорногорія розпочала воєнні дії проти Османської імперії, чим розв'язала Першу Балканську війну[джерело?].
Від 22 квітня до 5 травня 1913 року Чорногорія окупувала місто Шкодер, чим викликала морську блокаду з боку Австро-Угорщини, Німеччини, Франції, Італії та Великої Британії, оскільки своїми діями вона затягувала мирні переговори з Османською імперією. Тільки після здачі Шкодера міг бути підписаний Лондонський мирний договір (30 травня 1913), за яким Чорногорії відходила південна частина Санджака[джерело?].
5 серпня 1914 року Чорногорія оголосила війну Австро-Угорщині. Під час Першої світової війни армія Чорногорії проявила невелику активність. Після поразки сербських військ Австро-Угорщина почала вторгнення в Чорногорію. На початку січня 1916 року чорногорці здали Ловчен, а незабаром і Цетинє. 14 (1) січня Нікола направив Францу-Йосипу прохання укласти мир. Але король так і не підписав акт про капітуляцію, і втік з країни.
Після тривалої окупації Чорногорію було звільнено від австрійців восени 1918. Але попри обіцянки союзників, на терени королівства увійшли сербські війська, під контролем яких була сформована Велика народна скупщина. Хоча частина населення вважала за краще автономію, Велика скупщина в Подгориці прийняла програму безумовного входження в югославське королівство[джерело?].

## Новітній час

### В Югославії
26 листопада 1918 делегати позбавили престолу чорногорську династію Петровичів-Негошів, заборонила королю Ніколі повертатися з Франції та ухвалила рішення про об'єднання Чорногорії з Сербією під управлінням династії Карагеоргієвичів (це рішення 30 листопада 2018 року своєю резолюцією скасував парламент Чорногорії). 1 грудня Сербія і Чорногорія об'єдналися з Державою Словенців, Хорватів і Сербів у нову державу — Королівство Сербів, Хорватів і Словенців. Згідно з розпорядженням від 22 квітня 1922 року Чорногорію в кордонах 1913 року виділено в окрему область країни.
Навіть після створення Югославії чорногорці, що залишалися лояльними скинутій з трону 1918 року династії Петровичів (в народі їх називали «зеленими»), в 1919 році підняли повстання проти сербської армії і її чорногорських прихильників (називалися «білашами»). Незважаючи на його придушення, бунтівна традиція «зелених» збереглася всередині Чорногорської федералістської партії, а пізніше і в комуністичному русі[джерело?].
Від 26 листопада 1918 до 3 жовтня 1929 року Чорногорія була частиною Королівства Сербів, Хорватів і Словенців (КСХС), від 3 жовтня 1929 до 12 липня 1941 — частиною Королівства Югославія (КЮ)[джерело?].

### Чорногорія під час Другої світової війни

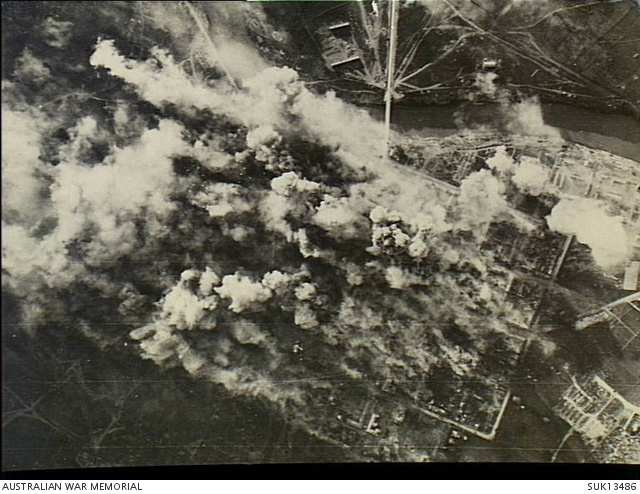
Бомбардування Подгориці (1944)

Під час Другої світової війни Чорногорію окупували італійці. Від Чорногорії було відірвано деякі східні області і Боку Которську. У жовтні 1941 року Муссоліні створив губернаторство Чорногорія. 1941 року в Чорногорії розгорнулася антиокупаційна боротьба. 13 липня в Чорногорії спалахнуло повстання за участі комуністів.
Італійці (а в 1943—1944 — німці), що окупували Королівство Чорногорія, зробили спробу заснувати тут політичний режим держави-супутника. Від 12 червня 1941 до 1943 Чорногорію було оголошено королівством-сателітом фашистської Італії[джерело?].
Від 1943 року Чорногорія знаходилася під німецькою окупацією.
Під час окупації мав місце сильний опір комуністів. У листопаді 1943 року за їх провідної участі створено Крайове антифашистське віче народного визволення, яке в липні 1944 року перетворилося на Антифашистську скупщину, а в квітні 1945 — на Народну скупщину Чорногорії. Фактично від 1944 до 1945 року Чорногорія перебувала під контролем партизанів[джерело?].

### Чорногорія в тітовської Югославії
Від 29 листопада 1945 до 31 січня 1946 року Чорногорія була частиною Федеративної Народної Республіки Югославія (ФНРЮ)[джерело?].
За Конституцією 1946 року Чорногорія стала однією з шести народних республік у складі Югославії.
31 грудня 1946 року прийнято конституцію Народної Республіки Чорногорії.
Від 1947 до 1965 року обсяг промислового виробництва в республіці збільшився в 21,7 рази.
Від 7 липня 1963 до 1992 року Чорногорія була соціалістичною республікою в складі Соціалістичної Федеративної Республіки Югославії (СФРЮ). При цьому республіка в 1947—1990 роках незмінно офіційно вважалася недостатньо розвиненою територією і отримувала дотації та пільгові кредити з федерального центру (зокрема зі спеціального Фонду Федерації для кредитування економічно недостатньо розвинених республік і областей).
10 січня 1989 року в Тітограді перед будівлею місцевого парламенту пройшла демонстрація з вимогою відставки уряду, який виконав цю вимогу вже наступного дня.
2 грудня 1991 року ЄС ухвалив рішення ввести економічні санкції проти Сербії і Чорногорії. 1 березня 1992 року в Чорногорії відбувся референдум, на якому за вступ до Югославії проголосувало 95,94 % учасників. 27 квітня 1992 року представники Чорногорії і Сербії проголосили продовження правового статусу СФРЮ в новій державі — Союзна Республіка Югославія.

### Курс на незалежність
Від 28 квітня 1992 до 4 лютого 2003 року Чорногорія — член федерації Мала Югославія (Союзна Республіка Югославія, СРЮ).
Від 4 лютого 2003 до 3 червня 2006 року Чорногорія — член конфедеративного союзу Сербія і Чорногорія (Державний Союз Сербії і Чорногорії, ДССЧ).

### Незалежна Чорногорія (від 2006 року)
4 лютого 2003 року Союзна Республіка Югославія припинила існування. На її місці з'явилося державне об'єднання Сербія і Чорногорія. 21 травня 2006 року на референдумі 55,5 % населення Чорногорії проголосувало за незалежність республіки. 3 червня парламент Чорногорії проголосив незалежність. 15 червня 2006 року Сербія визнала незалежність Чорногорії. Через декілька днів Чорногорія стала членом ОБСЄ і ООН.
10 вересня 2006 року в країні пройшли перші після здобуття незалежності парламентські вибори, на яких перемогла ДПСЧ і СДПЧ (керівна коаліція) — 41 місце.
6 квітня 2008 року пройшли перші після здобуття незалежності президентські вибори, на яких переміг Филип Вуянович — 51,9 % (Демократична партія соціалістів).
У грудні 2008 року Чорногорія подала заявку на вступ до Євросоюзу.
У вересні 2015 року в Подгориці почалися масові протести проти вступу Чорногорії в НАТО. 27 вересня 2015 розгорнуто наметовий табір, а 17 жовтня поліція розігнала його. Під час розгону поліція Чорногорії затримала 11 осіб, серед яких значаться передбачувані лідери акції протесту і депутати парламенту від опозиційного Демократичного фронту. Соціологічні дослідження говорять про відмінності в думках чорногорців щодо інтеграції Чорногорії в НАТО. Так, сербські соціологічні агентства в Чорногорії стверджують, що понад 60 % населення Чорногорії виступають проти членства в НАТО. А за даними досліджень державних соціологічних агентств ця цифра трохи менша — 50 %. Підтримка ж вступу Чорногорії в НАТО серед населення не перевищує 40 %[джерело?]. З упевненістю можна стверджувати, що населення Чорногорії в питанні про вступ країни в НАТО поділено майже навпіл.
Наприкінці 2015 року Чорногорію запрошено розпочати переговори про вступ до альянсу НАТО. У травні 2016 року міністри закордонних справ 28-и країн-членів НАТО підписали протокол про вступ Чорногорії до альянсу, що дало країні статус спостерігача в Північноатлантичній раді. Плани входження Чорногорії в НАТО, а також передбачуваний вступ у НАТО Боснії і Герцеговини, викликали негативну реакцію з боку російського керівництва.
16 жовтня 2016 року відбулося голосування в рамках виборів до Скупщини, за результатами якого чотири опозиційні партії сукупно отримали 39 з 81 місця в скупщині; більшість мандатів отримала Демократична партія соціалістів прем'єра Мило Джукановича. Опозиція почала бойкот роботи парламенту. Влада заявила про спробу державного перевороту, що намічалася на день виборів, до якої, як було заявлено, була причетна Російська Федерація. МЗС РФ спростувало це і підкреслило, що «за жодним з цих голослівних звинувачень жодного факту нам пред'явлено не було».
5 червня 2017 року в будівлі Державного департаменту США у Вашингтоні пройшла офіційна церемонія приєднання Чорногорії до НАТО.